# U-1161
Unterseeboot 1161 foi um submarino alemão do Tipo VIIC, pertencente a Kriegsmarine que atuou durante a Segunda Guerra Mundial.

## Comandantes
| Comandante              | Data                                           |
| ----------------------- | ---------------------------------------------- |
| Oblt. Karl-Heinz Raabe  | 27 de setembro de 1943 - 17 de janeiro de 1945 |
| Kptlt. Bruno Schwalbach | 18 de janeiro de 1945 - 4 de maio de 1945      |

## Subordinação
Durante o seu tempo de serviço, esteve subordinado às seguintes flotilhas:
| Período                                          | Flotilha                                      |
| ------------------------------------------------ | --------------------------------------------- |
| 25 de agosto de 1943 - 31 de janeiro de 1945     | 14. Unterseebootsflottille (submarino escola) |
| 1 de fevereiro de 1945 - 28 de fevereiro de 1945 | 18. Unterseebootsflottille (submarino escola) |
| 1 de março de 1945 - 4 de maio de 1945           | 5. Unterseebootsflottille (treinamento)       |